# Youssef Sidaoui
Pour les articles homonymes, voir Sidaoui.
Youssef Sidaoui (arabe : يوسف الصيداوي), né le 8 février 1976 à Bou Hajla, est un acteur et producteur de théâtre tunisien. Il a participé activement au développement du théâtre tunisien dans les régions intérieures de son pays. Il est élu en 2011 comme vice-président de la Fédération tunisienne du théâtre, poste qu'il occupe jusqu'en 2012.

## Biographie

### Formation
Parallèlement à ses études secondaires, Sidaoui s'intéresse au théâtre, son expérience de comédien s'étant limitée à quelques rôles mineurs dans des pièces scolaires. Après l'obtention de son baccalauréat littéraire, il poursuit ses études supérieures à l'Institut supérieur d'art dramatique de Tunis, où il obtient son diplôme en 2003.

### Carrière théâtrale et audiovisuelle
Apres avoir fini ses études, Youssef Sidaoui enseigne le théâtre dans des lycées secondaires et joue dans plusieurs pièces de théâtre. En parallèle, il endosse quelques rôles secondaires dans plusieurs sitcoms tels Choufli Hal, Sayd Errim et Achek Assarab,.
Sidaoui joue également dans l'opérette Elissa (Didon) de Samir Ayadi et endosse le rôle d'Averroès dans la pièce L'Épée et la rose (السيف والوردة) de Hamadi Whaybi,.
En 2010, Sidaoui produit le grand spectacle Khabaya (خبايا), un événement culturel qui marque la ville de Kairouan. Ce dernier veut monter une représentation inspirée du patrimoine culturel de la ville,, un spectacle puisant dans l'art traditionnel, mélangeant musique, danse et poésie,.
En 2013, il obtient son premier rôle principal dans le sitcom El Mwaswes qui n'est pas diffusé en raison de problèmes de financement.
De 2014 à 2020, il présente l'émission Safar fi al-Bawadi (Voyage dans les campagnes) de la radio Sabra FM consacrée à l'art populaire tunisien.
En 2015, Sidaoui met en scène la pièce de théâtre Snipers, écrite par Imed Saket, avec la participation des acteurs Mohamed Ellafi et Imed Saket. Présentée lors de la 17e édition des Journées théâtrales de Carthage, de la quatrième édition du Festival international du théâtre de Tanger au Maroc et lors des quatrième Journées théâtrales maghrébines à El Oued en Algérie, elle porte un regard sur la révolution de 2011, évoquant l'énigme des snipers à travers deux tireurs d'élite embusqués sur un toit : deux hommes anonymes, surgis de nulle part, qui à leur manière condensent les contradictions de la société.
Le Clown et le policier, pièce de théâtre pour enfants, est programmée durant la 18e édition des Journées théâtrales de Carthage, en 2016,.
Il part en 2020 à Abou Dabi aux Émirats arabes unis pour travailler en tant que professeur d'art dramatique pour une durée de cinq ans.

### Engagement associatif et culturel
En 2008, Sidaoui fonde un festival de théâtre dans sa ville natale. Baptisé « Journées théâtrales à Sidi Amor Bouhajla » (الأيام المسرحية بسيدي عمر بوحجلة), il se tient chaque année.
Le 17 mars 2009, dans sa ville natale, il fonde l'Association des cavaliers de théâtre, dont il est le président, avec notamment Rafik Ati comme vice-président, Rafik Djlassi comme secrétaire général, ou encore Sameh Aissaoui et Taoufik Safsafi.
En 2016, dans le cadre de son projet « Théâtre rural » soutenu par l'Institut français de Tunisie, l'Association des cavaliers de théâtre de Bou Hajla, dirigée par Sidaoui, lance un projet pour le bénéfice des enfants scolarisés de Bou Hajla, visant à établir quatorze clubs de théâtre dans les écoles rurales et comprend des sessions de formation pour les enseignants. L'activité des clubs se clôture sur un festival de théâtre qui tourne dans plusieurs lieux de la délégation et dans les délégations environnantes, avec notamment les pièces montées par les clubs mais aussi l'invitation de troupes professionnelles. Le financement du projet, qui se poursuit en 2017, est pris en charge par deux institutions, l'Institut français de Tunisie et le ministère tunisien des Affaires culturelles.
De 2016 à 2020, il est le directeur du Festival équestre maghrébin de Bou Hajla. Dès sa prise de fonction, il professionnalise l'organisation en mobilisant un budget de plus de 70 000 dinars pour la seule édition 2018, dont 40 000 dinars en financements publics. Sous sa direction, l'événement s'affirme comme un carrefour culturel réunissant cavaliers, artistes et traditions de Tunisie, d'Algérie et de Libye autour d'une identité maghrébine partagée. Son mandat marque une période charnière durant laquelle le festival passe d'une célébration locale à un rendez-vous régional reconnu, avec une programmation incluant spectacles équestres, expositions artisanales et concerts.

## Prise de position
Lors d'une interview accordée à la Télévision tunisienne 2 en 2011, Sidaoui appelle les artistes à rejoindre les zones intérieures de la Tunisie, à être actifs dans le domaine artistique, tout en reconnaissant les difficultés de travail dans les zones intérieures liées au manque de locaux consacrés aux activités théâtrales.
Il ajoute que les artistes doivent prendre l'initiative et faire le premier pas, et non attendre l'État pour instaurer une décentralisation culturelle dans le pays.

## Productions
- 2001 : Roméo et Juliette, opérette
- 2003 : Elyssa, opérette
- 2004 : L'amour fatal, opérette
- 2006 : Patience, pièce de théâtre
- 2007 : Helma, pièce de théâtre
- 2008 : Kasouka ya sokrat (كأسك يا سقراط), pièce de théâtre
- 2010 : Khabaya, spectacle
- 2014 : La Révolte des morts, pièce de théâtre
- 2015 : Snipers, pièce de théâtre
- 2016 : Le Clown et le policier, pièce de théâtre